# Gryżyce (województwo lubuskie)
Gryżyce – wieś w Polsce położona w województwie lubuskim, w powiecie żagańskim, w gminie Żagań.
W latach 1975–1998 miejscowość położona była w województwie zielonogórskim.
Obecnie wydobywa się tutaj żwir.

## Demografia
Liczba mieszkańców miejscowości w poszczególnych latach:
| Rok  | Ilość mieszkańców |
| ---- | ----------------- |
| 1998 | 68                |
| 2002 | 52                |
| 2009 | 45                |
| 2011 | 44                |
| 2021 | 36                |

## Turystyka

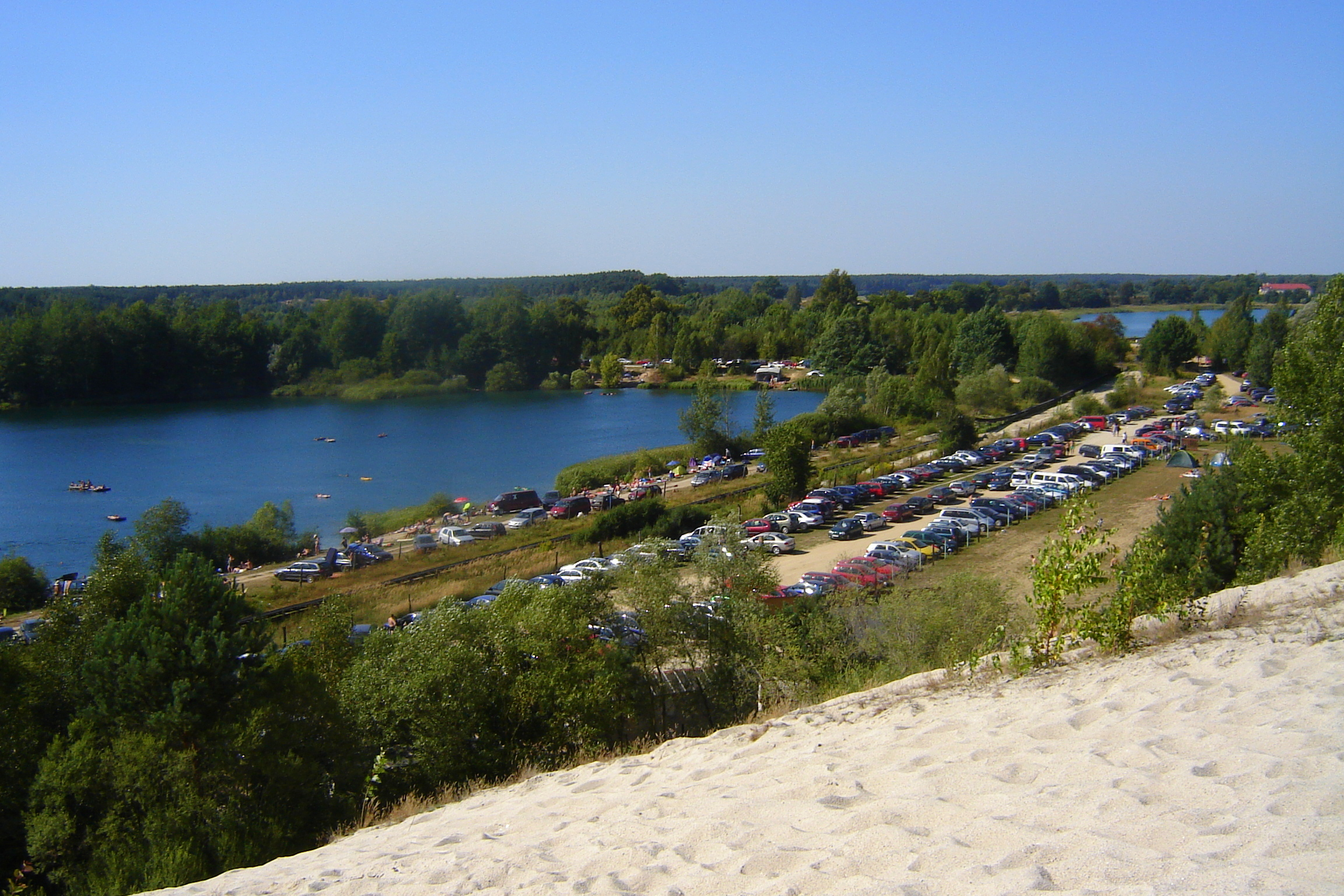

Gryżyce są miejscem rekreacji. Szczególnie dla mieszkańców Żagania, Żar oraz powiatów: Żagańskiego, Żarskiego, Nowosolskiego, Bolesławieckiego i innych okolic.

Do Największej atrakcji należy "Piaskowa Góra" – czyli hałda odkrytego piachu, który styka się bezpośrednio z jednym z jezior. Widok ze szczytu przypomina panoramę pustyni.

Jako kąpieliska dostępne są dwa jeziora, na jednym znajdują się dwie malownicze wysepki na które można popłynąć wynajmując rower wodny lub kajak.